# دوريس غوردون
دوريس غوردون (بالإنجليزية: Doris Clifton Gordon)‏ هي طبيبة توليد ‏ نيوزيلندية، ولدت في 10 يوليو 1890، وتوفيت في 9 يوليو 1956.